# Dravida nyelvcsalád
A dravida nyelvcsalád a természetes nyelvek egyik nyelvcsaládja. A négy legelterjedtebb dravida nyelv a tamil, telugu, kannada, malajálam India hivatalos nyelvei közé tartozik. Elterjedési területe Dél-Ázsia vidéke. India lakosságának 23%-a a dravida nyelvcsalád valamelyik nyelvét beszéli. Elterjedt  Srí Lankán (33% tamil), Pakisztánban (4% brahui), Mauritiuson (6%, tamil, telugu), Szingapúrban (4% tamil) és Malajziában (2% tamil). Sokan beszélik a Dél-afrikai Köztársaságban (tamil, malajálam), és Kuvaitban (malajálam).

## Eredete
A nyelvcsalád eredete vitatott, elfogadottnak tűnik, hogy a dravida népek nem őshonosak Indiában, a beszélők népnevei alapján hegyvidékről származhattak. Előéletük, az indiai szubkontinensen kívüli vándorlásuk nem ismert, azonban bizonyosnak tűnik, hogy az i. e. 4. évezred során jutottak a mai Irán érintésével Délnyugat-Ázsiába, ahol az Indus-völgyi civilizáció kialakulásában játszottak jelentős szerepet, majd innen migráltak fokozatosan India délkeleti térségeibe. Vándorlásuk részletei nem ismertek. Lehetséges oka talán az északnyugat felől érkező árja népcsoportok behatolása volt. Jelenlegi elterjedési területükön dravida nyelvet beszélnek eredetileg nem dravida népcsoportok is (kurumba, irula, koraga).
A nyelvcsalád rokonsági viszonyai nem tisztázottak, a 20. század végén előtérbe került az uráli nyelvcsalád, illetve az altaji nyelvekkel való kapcsolatuk kutatása, de rokonították a koreai, japán, illetve az elámi nyelvvel is.

## A nyelvcsalád jellemzői
A  dravida nyelvcsalád fonetikai jellemzői eredetileg több ponton is eltértek az ind nyelvek  hangállományától:
- megkülönböztette az o – ó, e – é hangpárokat
- nem voltak kettőshangzói
- az r, l, szótagképző magánhangzók és a hehezetes mássalhangzók  hiányoztak
- a kakuminális l és a zs mássalhangzó létezett.

Az ind nyelvekkel történt folyamatos érintkezés során azonban a tamil kivételével a dravida nyelvekben a szanszkrit hangrend érvényesült, illetve a malajálam megőrizte az eredeti /zs/ hangot is (a kannada és a telugu nyelvekben kakuminális /l/ és /d/ hanggá módosult.

## A nyelvcsaládhoz tartozó nyelvek

### Déli dravida nyelvek
- Tamil-malajálam nyelvek
  - irula
  - tamil
  - malajálam
  - kodagu
  - kota
  - toda
- Kannada nyelvek
  - badaga
  - kannada
- tulu

### Középső dravida nyelvek
- Telugu nyelvek
  - szavara
  - telugu
- Gondi-kui nyelvek
  - gondi
  - konda
  - pengo
  - manda
  - kui
  - kuvi
- Kolami-párdzsi nyelvek
  - kolami
  - naiki
  - gadba
  - párdzsi

### Északi dravida nyelvek
- Kuruh-malto nyelvek
  - kuruh
  - malto
- brahui

### Főbb nyelvek
| Nyelv       | Csoport     | Beszélők száma | Hely |
| ----------- | ----------- | -------------- | --- |
| Tamil       | Déli        | 70 000 000     | Tamilnádu, Puduccseri, Ándhra Prades egy része, Karnátaka (Bangalore, Kolar), Kerala egy része, Andamán- és Nikobár-szigetek, Hongkong, Kína, Srí Lanka, Szingapúr, Malajzia, Szaúd-Arábia, Kuvait, Omán, Kambodzsa, Thaiföld, Mauritius, Seychelle-szigetek , Ausztrália, Dél-afrikai Köztársaság, Németország, Kanada, Amerikai Egyesült Államok, Egyesült Királyság, Arab Emírségek, Mianmar és Réunion |
| Kannada     | Déli        | 38 000 000     | Karnátaka, Kerala (Kasaragod) és Mahárástra (Szolápur, Sangli, Miraj és Latur körzetei), Tamilnádu (Salem, Ooty, Csennai), Bahrein, Ausztrália, Szingapúr, Ándhra Prades (Ananthpur, Kurnool) and Telangána (Haidarábád Medak és Mehaboobnagar) |
| Malajálam   | Déli        | 38 000 000     | Kerala, Laksadíva, Mahe Puduccseriben, Karnátaka államban Dakshina Kannada és Kodagu körzetek, Kojambuttúr, Tamilnáduban Neelagiri és Kanyakumari körzetek, Arab Emírségek, Amerikai Egyesült Államok, Szaúd-Arábia, Kuvait, Omán, Egyesült Királyság, Katar, Bahrein |
| Tulu        | Déli        | 1 700 000      | Karnátaka (Dakshina Kannada, Udupi körzetek) és Kerala (Kasaragod) |
| Beary Bashe | Déli        | 1 500 000      | Karnátaka (Dakshina Kannada, Udupi körzetek) és Kerala (Kasaragod) |
| Badaga      | Déli        | 400 000        | Tamilnádu (Nilgiris) |
| Telugu      | Dél-központ | 75 000 000     | Ándhra Prades, Telangána, Puduccserri (Yanam), Andamán- és Nikobár-szigetek, Tamilnádu egy része (Tiruvallur, Krishnagiri, Vellore, Csennai, Kojambuttúr) és Karnátaka (Bangalore, Kolar, Bellary) |
| Gondi       | Dél-központ | 2 000 000      | Madhja Prades, Mahárástra, Cshattíszgarh, Telangána, Orisza |
| Muria       | Dél-központ | 1 000 000      | Cshattíszgarh, Mahárástra, Orisza |
| Kui         | Dél-Központ | 700 000        | Orisza |
| Brahui      | Északi      | 4 200 000      | Beludzsisztán (Pakisztán) |
| Kurukh      | Északi      | 2 000 000      | Cshattíszgarh, Dzshárkhand, Orisza, Nyugat-Bengál |

## Fordítás
- Ez a szócikk részben vagy egészben  a   Dravidian_languages című angol Wikipédia-szócikk fordításán alapul.  Az eredeti cikk szerkesztőit annak laptörténete sorolja fel. Ez a jelzés csupán a megfogalmazás eredetét és a szerzői jogokat jelzi, nem szolgál a cikkben szereplő információk forrásmegjelöléseként.